# Targóvishte
Este artículo habla acerca de una ciudad búlgara, para la ciudad rumana véase Târgovişte.
Targóvishte (en búlgaro: Търговище, Tărgovište; en turco: Eski Cuma) es una ciudad de 36.969 habitantes ubicada en Bulgaria, capital de la provincia del mismo nombre y ubicada a 170 m sobre el nivel del mar.
Está situada en el sur de piedemonte bajo de Preslav, en ambas orillas del Río de la Vrana. Se trata de una ciudad localizada a 339 kilómetros al noreste de Sofía. Antiguamente, la ciudad era un centro comercial.

## Toponimia
Targóvishte es el nombre de tres ciudades, una de ellas en Rumania y otra en Serbia, (aunque con diferente ortografía debido a la traducción a diversos idiomas, o a la transcripción del alfabeto cirílico). Las ciudades búlgara y rumana se encuentran hermanadas. El nombre es de origen eslavo, de la raíz tǎrg ("comercio" o "mercado") y el sufijo -ište, topónimo, así pues, el nombre de la ciudad significa "sitio de mercado" o "centro comercial".

## Historia
Entre los siglos XVIII y XIX se convirtió en un famoso mercado de animales y productos artesanales llamado Eski-Djumaia. El desarrollo industrial comenzó tras la Segunda Guerra Mundial; fábricas de baterías de automóviles y máquinas para la industria alimentaria se asentaron en la ciudad, dando paso a la posterior llegada del mobiliario y las industrias textiles. Una de las principales fábricas productoras de vino en toda Bulgaria se encuentra en Targóvishte. La ciudad es un centro cultural. En 2000, las ruinas de una antigua ciudad romana llamada Missionis (Мисионис) se encontraron cerca de Targóvishte.

## Lugares de interés
- Iglesia de la Dormición de María
- Iglesia San Juan de Rila

## Ciudades hermanadas
- Târgovişte, Rumania.